# Jacques Julliard
Pour les articles homonymes, voir Julliard.
Jacques Julliard, né le 4 mars 1933 à Brénod (Ain) et mort le 8 septembre 2023 à Antony, est un historien, essayiste, journaliste et syndicaliste français.
Éditorialiste au Nouvel Observateur de 1978 à 2010, à Marianne à partir de 2010 et chroniqueur au Figaro de 2017 à sa mort, il a été, entre autres, responsable syndical, membre de la direction de la CFDT, collaborateur à la revue Esprit et directeur de collection aux Éditions du Seuil.
Jacques Julliard est considéré comme une figure emblématique de la « deuxième gauche ».

## Biographie

### Famille
Jacques Julliard est né le 4 mars 1933, à Brénod, une commune du Haut Bugey dont son grand-père paternel, Marius, puis son père, Marcien, ont été maires. Tous deux ont également été conseillers généraux radicaux. Marius, d'abord paysan, est devenu marchand de vins, profession également exercée par Marcien ; il porte de fortes convictions anticléricales et entretient des relations amicales avec Paul Painlevé. Marcien est révoqué par Philippe Pétain en 1940.
Selon l'historien Christophe Prochasson, « il ne fait guère de doute que cet environnement familial, où l’on admirait beaucoup la personnalité d’Édouard Herriot, a contribué à familiariser Jacques Julliard avec la vie politique ». Dans sa jeunesse, il est séduit à la fois par Pierre Mendès France et Charles de Gaulle, rejette la Quatrième République et prône un régime présidentiel dans les années 1956-1958, sous l'influence de constitutionnalistes comme Georges Vedel et Maurice Duverger.
Jacques Julliard suit les cours de catéchisme, sous l’influence d’une mère catholique pratiquante, tandis que son père est agnostique et anticlérical.
Il fait ses études secondaires au collège de Nantua.

### Études supérieures et premiers engagements (1950-1962)

#### Hypokhâgne et khâgne à Lyon
Après le baccalauréat, Jacques Julliard entre en 1950 en classe préparatoire littéraire au lycée du Parc à Lyon. Là, il va être marqué par deux professeurs proches d'Emmanuel Mounier : Jean Lacroix, collaborateur d’Esprit et philosophe personnaliste intéressé par la pensée de Proudhon ; et Lucien Fraisse, aumônier de la khâgne, qui enseigne un mélange de christologie et de réflexion sur l’insertion politique de la religion. Mais les lectures de Proudhon, Marx, Pascal, Kant et Jules Lagneau restent prépondérantes chez quelqu'un qui se définit alors comme « catho-proudhonien ». Politiquement neutraliste et anticommuniste mais ni pacifiste ni antiaméricain, il fonde un club de réflexion dans la mouvance de L’Observateur, ce qui lui permet de faire la connaissance de Gilles Martinet.

#### L'École normale supérieure
En 1954, Jacques Julliard est reçu à l’École normale supérieure en tant que germaniste. Grâce à Jean Lacroix, il entre l’année suivante dans les instances de la revue Esprit, notamment dans son groupe politique, où il croise Pierre Viansson-Ponté, Olivier Chevrillon, Claude Bourdet et Michel Crozier.
En 1958, il est reçu 41e à l'agrégation d'histoire.

#### Engagement syndical et anticolonialisme
Durant ses études supérieures, Jacques Julliard adopte des positions anticolonialistes et est éveillé à la question de l’impérialisme et du totalitarisme soviétiques. Mais même s’il est « compagnon de route » de divers mouvements catholiques de gauche, il est opposé au rôle que certains veulent faire jouer à l’Église dans la vie politique.
Il s’investit dans le syndicalisme étudiant à l’UNEF où, à la suite d’un voyage en Algérie en 1955, il succède à Robert Chapuis au poste de vice-président aux affaires d’outre-mer.
En juillet 1956, il organise avec François Borella la conférence nationale étudiante pour une solution au problème algérien, dont il prononce l'allocution d'ouverture. Cette initiative vaut à Borella une inculpation pour atteinte à la sûreté de l'État,.
C'est ainsi qu’il entre en contact avec Paul Vignaux, qui le fait entrer au SGEN et participer au groupe Reconstruction de la CFTC. Ce groupe est, après Esprit et l’UNEF, le troisième lieu important de sociabilité où s’effectue sa formation intellectuelle et politique. Il y fait notamment la connaissance d’Edmond Maire, d'Eugène Descamps, d'Albert Détraz, de Gilles Declercq et de Pierre Mendès France.

### Carrière universitaire et syndicalisme

#### Service national et professorat (1959-1961)
En septembre 1959, Jacques Julliard est appelé au service national en Algérie, où il sert comme officier d’action psychologique auprès des populations civiles. De retour à Paris en mai 1961, il est nommé professeur au lycée de Chartres.
L’année suivante, il devient secrétaire du SGEN pour le second degré.

#### Du CNRS à l'EHESS (à partir de 1962)
En 1962, Jacques Julliard entre au CNRS comme attaché de recherches. Il est accueilli dans le groupe constitué autour d’Ernest Labrousse et collabore à la revue Le Mouvement Social, aux côtés notamment d'Annie Kriegel, de Madeleine Rebérioux, de Jacques Ozouf et de Jean Maitron. Il commence une thèse sur Fernand Pelloutier et le syndicalisme révolutionnaire qui, finalement, ne sera pas soutenue.
L’année 1965 le voit abandonner la recherche : il enseigne pendant un an à l’Institut d'études politiques de Bordeaux. L’année suivante, il quitte le CNRS pour enseigner à la fois à l’Institut d'études politiques de Paris comme maître de conférence et à la Sorbonne comme assistant d’histoire contemporaine.
En septembre 1968, il fonde avec Jacques Ozouf le département d'histoire de l'université de Vincennes. Promu maître-assistant membre du noyau cooptant chargé de recruter les enseignants, il fait venir son ami Michel Winock. La même année 1968, il commence à enseigner également au Centre de formation des journalistes (CFJ) et publie Naissance et mort de la Quatrième République (Calmann-Lévy), son second livre après Clemenceau, briseur de grèves (Julliard, 1965), où il était notamment question de la grève sanglante de Draveil-Villeneuve-Saint-Georges survenue en 1908.
En 1976, il présente sa candidature à l'EHESS. Il est élu directeur d’études en 1978.
En février 1979, il fait partie des 34 signataires de la déclaration rédigée par Léon Poliakov et Pierre Vidal-Naquet pour démonter la rhétorique négationniste de Robert Faurisson. Il sera un peu plus tard l'un des instigateurs de la pétition Liberté pour l'histoire.

#### Le groupeReconstructionet la CFDT (1962-1976)
Sur le plan intellectuel, Jacques Julliard s’investit à la revue Esprit, avec par exemple un article sur « La morale en question » (no 310, octobre 1962) et des chroniques sur le mouvement syndical, la crise de l’UNEF ou l’évolution du Parti communiste. C'est d’ailleurs par Esprit qu’il côtoie le Club Jean Moulin sans y adhérer de crainte d’être mal vu à la CFTC.
Il devient en effet semi-permanent du SGEN et milite auprès de Paul Vignaux pour la déconfessionnalisation de la CFTC, qui a lieu en 1964 avec la création de la CFDT.
En 1967, il entre au bureau confédéral de la CFDT comme représentant du SGEN. Il participa activement aux débats internes Confédération sur ses rapports avec les partis politiques, défendant ardemment une stratégie d'autonomie.
En Mai 68, il participe comme représentant de la CFDT à la Sorbonne aux discussions, y apparaissant comme un élément modéré de la contestation. Son soutien à cette dernière provoque sa rupture avec Paul Vignaux et sa démission, quelques mois plus tard, du bureau national du SGEN.
Soulignant l’impasse politique du « gauchisme » comme du PSU, il soutient et participe aux processus des Assises du socialisme jusqu’à son adhésion au PS en 1974. Il salue d’ailleurs les ouvrages de Michel Rocard (Questions à l’État socialiste, 1973), Robert Chapuis (Les Chrétiens et le socialisme, 1976) et Patrick Viveret (Attention Illich, 1976), amis politiques avec qui, au sein de la revue Faire, il s’attache à la modernisation idéologique du parti à partir de 1975.
Il quitte ses fonctions au niveau confédéral au congrès de 1976 de la CFDT. Il intervint cependant épisodiquement à propos des problèmes de l'Université et de la CFDT, soutenant la démarche de sa direction lors des Assises du socialisme ou du congrès de 1979.

### Carrière journalistique
En 1966, grâce à Jean-Marie Domenach, Jacques Julliard entre aux éditions du Seuil comme directeur de la collection « Politique ». Il continue de collaborer activement à la revue Esprit, en particulier à travers des chroniques de politique intérieure.

#### Le Nouvel Observateur(à partir de 1969)
C'est grâce à cela que Jacques Julliard est remarqué par André Gorz, qui le présente à Jean Daniel pour collaborer au Nouvel Observateur. Dès sa première entrevue avec le directeur de la rédaction apparaît une profonde connivence intellectuelle qui débouche sur une proposition de collaboration au journal.
Sa collaboration s’amorce en décembre 1969 et prend un rythme plus soutenu en 1973. À partir de septembre 1977, il remplace Jacques Ozouf pour l’analyse des sondages politiques, mais reste extérieur au service politique, ses interventions prenant surtout la forme de tribunes et d’articles de fond sur la situation politique. Il joue aussi un rôle de premier plan dans les débats intellectuels qui ont lieu dans la rédaction. Ainsi, il lance le débat sur la nouvelle philosophie (mai 1977) et sur « Le tiers-monde et la gauche » (5 juin 1978), participe au débat sur la révolution iranienne (décembre 1978), le boycott des Jeux olympiques de Moscou (février 1980) et conclut celui sur L’Idéologie française de Bernard-Henri Lévy (mars 1981).
Faisant parfois la recension critique d’essais dans les pages littéraires, il s’attache à faire connaître Hannah Arendt, Georges Sorel, Proudhon, Charles Péguy ou Antonio Gramsci. En dehors de livres d’histoire, il salue aussi les ouvrages d’auteurs proches (de lui-même ou du journal) – comme Pierre Vidal-Naquet (La Tribune dans la République, 1972), Maurice Clavel (Les Paroissiens de Palente, 1974), Roger Priouret (Les Français mystifiés, 1974) ou André Gorz (Adieux au prolétariat, 1980). En mars 1981, il n’hésite pas à critiquer avec force L’Idéologie française de Bernard-Henri Lévy et à s’en prendre au rôle de « directeur de conscience » joué par Jean Daniel. Enfin il lui arrive de faire des interviews d’historiens (Emmanuel Le Roy Ladurie, Marc Ferro) ou d'hommes politiques, comme Pierre Mendès France (4 mars 1978).
Nommé éditorialiste du Nouvel Observateur en juillet 1978 aux côtés d'André Gorz, Roger Priouret et Claude Roy, il est cependant peu présent au journal.
Il réduit alors sa collaboration à Esprit, tout en restant membre du comité de rédaction installé en 1977 avec une nouvelle formule de la revue.
En 2006, il s'oppose à la proposition de loi concernant la reconnaissance du génocide arménien et prend la défense de l'historien controversé Bernard Lewis.
Il est nommé membre du Comité pour la réforme des collectivités locales en octobre 2008.

#### Interventions(à partir de 1982)
À la fin de 1982, Jacques Julliard crée la revue politique et culturelle Intervention, proche de Michel Rocard et de la « deuxième gauche ». En 1983, à la suite de la constitution de la Société d'études soréliennes, naissent les Cahiers Georges Sorel, dont il prend la direction. En 1989, cette revue adopte un nouveau titre : Mil neuf cent. Revue d'histoire intellectuelle.

#### France Culture (à partir de 1984)
Jacques Julliard a été sur France Culture le producteur de l'émission Le grand débat, qui réunissait chaque semaine plusieurs personnalités venant débattre de thèmes divers de l'actualité. Ces émissions ont figuré parmi les grandes heures de la chaîne, d'octobre 1984 à juin 1989 ; Jacques Julliard y était assisté de Jacques Rouchouse.

#### Marianne(à partir de 2010)
Le 17 novembre 2010, ne partageant plus la ligne éditoriale du Nouvel Observateur et soucieux de se « remettre en cause », Jacques Julliard quitte l'hebdomadaire pour Marianne, où il intervient comme éditorialiste à partir du 1er décembre,.
Il porte un jugement sévère sur le philosophe Jean-Paul Sartre, le décrivant comme « mauvais romancier, dramaturge injouable, philosophe prolixe mais sans originalité » et lui reprochant d'avoir « encensé toutes les dictatures, justifié tous les massacres ».

#### Le Figaro(à partir de 2017)
À partir de 2017, Jacques Julliard tient une chronique mensuelle au Figaro,.

### Vie privée

#### Famille
Jacques Julliard épouse Suzanne Agié en 1957. Cette dernière meurt six mois après son mari. Ensemble, Ils ont eu trois enfants dont un fils, Jean-François Julliard, né en 1963 à Paris, journaliste au Canard enchaîné, qui en devient directeur en 2023.

#### Mort
Il meurt le 8 septembre 2023 à Antony,, à l'âge de 90 ans. Il est inhumé au cimetière de Bourg-la-Reine.

## Décoration
- Commandeur de la Légion d'honneur (13 juillet 2016)[23].

## Évolution politique
En 2007, il a signé l'« appel des intellectuels » pour le vote en faveur de Ségolène Royal.
Jacques Julliard a été ajouté à la « liste des réactionnaires » ciblés par Daniel Lindenberg lors de la réédition en 2016 de son livre Le Rappel à l’ordre. La même année, Pierre Tevanian consacre un article à la mue conservatrice (qu'il qualifie de « lepénisation ») de Jacques Julliard, en s'appuyant sur ses prises de position sur divers sujets à partir du milieu des années 1990.
Dans La Grande Confusion : comment l'extrême droite gagne la bataille des idées (2020), le sociologue Philippe Corcuff relève l'évolution idéologique de Jacques Julliard, « passé d'une version de gauche du néolibéralisme économique à une gauche « républicaine » modérée » : après avoir participé à la deuxième gauche et promu le social-libéralisme — notamment à travers sa publication en 1988, avec François Furet et Pierre Rosanvallon, de La République du centre. La fin de l'exception française (Calmann-Lévy), et son soutien au plan Juppé de 1995 —, il « amorce une critique timide du néolibéralisme » en 2010, dans la période de sa rupture avec L'Obs et son passage à Marianne, puis valorise un pôle d'idées dans lesquelles on trouve notamment, selon le résumé de Philippe Corcuff, « la nation une et indivisible », « l'identité nationale », l'« héritage », la « filiation », « le peuple » comme peuple-nation compact ou le « logiciel républicain », en dénigrant en parallèle un pôle d'idées opposées qui regroupe le « sans-frontiérisme », « l'immigration », la « communautarisation », la « diversité » ou le métissage (« l'entrecroisement de courants hétérogènes »).
Le 3 mars 2023, il publie dans Marianne un éditorial favorable à Alain de Benoist, théoricien de l'extrême droite qu'il présente comme « un des grands intellectuels les plus méconnus de notre temps » sur lequel il « livre son regard à la fois admiratif et critique ». Dans Libération, Simon Blin estime que cette chronique « dit beaucoup du long revirement qui s’opère depuis des années sur la scène des idées »,.

## Publications
- Clemenceau briseur de grèves : Draveil-Villeneuve-Saint-Georges, Julliard, coll. « Archives », 1965 ; rééd. 2004
- Fernand Pelloutier et les origines du syndicalisme d'action directe, Seuil, coll. « L'univers historique » ; version allégée coll. « Points », 1971
- La IVe République (1947-1958), Calmann-Lévy, 1968 ; rééd. Le livre de poche, 1988
- La Faute à Rousseau, Seuil, 1985
- Autonomie ouvrière. Études sur le syndicalisme d'action directe, Gallimard-Seuil, 1988  (ISBN 2-02-010105-X)
- Le Génie de la liberté, Seuil, Paris, 1990  (ISBN 2-02-012078-X)
- Chroniques du septième jour, Seuil, coll. « Essais », 1991
- Ce fascisme qui vient, Seuil, coll. « Essais », 1994
- La Droite et la Gauche, Robert Laffont, 1995
- L'Année des dupes, Seuil, coll. « Journal de la fin du siècle », 1996
- La Mort du roi : essai d'ethnographie politique comparée (en dirige la rédaction), Gallimard, 1996
- La Faute aux élites, Gallimard, 1997
- Pour la Bosnie, Seuil, coll. « Essais », 1998
- L'Année des fantômes. Journal 1997, Grasset, 1998
- Le Choix de Pascal, Desclée de Brouwer, 2003 (entretiens avec Benoît Chantre)Prix Montyon 2004 de l’Académie française
- Rupture dans la civilisation : le révélateur irakien, Gallimard, 2003
- Que sont les grands hommes devenus ? : Essai sur la démocratie charismatique, Saint-Simon, 2004
- Le Malheur français, Flammarion, coll. « Café Voltaire », 2005
- La Reine du monde : essai sur la démocratie d'opinion, Flammarion, 2008
- L'Argent, Dieu et le Diable. Péguy, Bernanos, Claudel face au monde moderne, Flammarion, 2008
- Que sont les grands hommes devenus ? : Essai sur la démocratie charismatique, Paris, Éditions Perrin, coll. « Tempus », 2010, 190 p. (ISBN 978-2-262-03341-5) ; rééd. revue et augmentée
- Les Gauches françaises. 1762-2012 : Histoire, politique et imaginaire, Flammarion, 2012 Prix Jean-Zay 2012 et Grand Prix Gobert 2013[29]
- Le Choc Simone Weil, Flammarion, coll. « Café Voltaire », 2014, 144 p.[30]
- L'école est finie, Flammarion, coll. « Café Voltaire », 2015, 126 p.  (ISBN 978-2-0813-7896-4)
- L'Esprit du peuple, Robert Laffont, coll. « Bouquins », 2017, 1152 p.
- Allons-nous sortir de l'Histoire ?, Flammarion, 2019, 328 p.
- De Gaulle et les siens, Bernanos, Claudel, Mauriac, Péguy, Le Cerf, 2020
- Carnets inédits 1987-2020, coll. « Bouquins/La Collection », 2021

### En collaboration ou direction d'ouvrage
- Avec Edmond Maire, La CFDT aujourd'hui, Seuil, coll. « Essais », 1975
- Avec Jean-Noël Jeanneney, « Le Monde » de Beuve-Méry, ou le métier d'Alceste, Seuil, coll. « Essais », 1979
- Avec François Furet et Pierre Rosanvallon, La République du centre, Hachette, coll. « Pluriel », 1989
- Collectif, avec Jean Foyer, Michel Godet, Claude Imbert, Philippe Tesson, Jean-Pierre Thiollet, Thierry Wolton, La Pensée unique : le vrai procès, Economica/Jean-Marc Chardon et Denis Lensel éd., 1998  (ISBN 2-7178-3745-0)
- Direction, avec Michel Winock, Dictionnaire des intellectuels français, Seuil, 2002
- Avec Jean-Claude Michéa, La Gauche et le Peuple, Flammarion, 2014  (ISBN 978-2-08-131313-2) ; rééd. Flammarion, coll. « Champs essais », 2017, 320 p.